# Lowell Thomas junior
Lowell Thomas Jr. (* 6. Oktober 1923 in London; † 1. Oktober 2016 in Anchorage, Alaska) war ein US-amerikanischer Politiker (Republikanische Partei), der von 1974 bis 1978 das Amt des Vizegouverneurs von Alaska ausübte.

## Laufbahn
Thomas arbeitete zunächst als Film- und Fernsehproduzent zusammen mit seinem Vater, dem Reporter und Autor Lowell Thomas, an mehreren Projekten. Um ein politisches Amt bewarb er sich erstmals 1962 als republikanischer Kandidat für Alaskas einzigen Sitz im Repräsentantenhaus der Vereinigten Staaten, doch dabei unterlag er dem demokratischen Amtsinhaber Ralph Julian Rivers. Zwei Jahre später trat er erneut gegen Rivers an und steigerte seinen Stimmenanteil, scheiterte aber wiederum.
In den frühen 1970er Jahren wurde Thomas dann in den Senat von Alaska gewählt. Von 1974 bis 1978 war er schließlich Vizegouverneur des Bundesstaates unter Gouverneur Jay Hammond.
Lowell Thomas war zuletzt weiterhin aktiv als Buschpilot und Umweltaktivist.

## Auszeichnungen
- 2005: Light of Truth Award